# Bruce Lee, naissance d'une légende
Pour plus de détails, voir Fiche technique et Distribution.
Bruce Lee, naissance d'une légende (李小龍, Lǐ Xiǎolóng) est un film biographique hongkongais écrit, produit et réalisé par Manfred Wong ainsi que réalisé par Wai Man Yip, sorti en 2010.
Ceci est une adaptation de la biographie Lee Siu Loong Memories of the Dragon écrite par les frères et sœurs de Bruce Lee (Phoebe, Robert, Agnes et Peter), publié par Bruce Lee Club en 2004. Tout le long du film, la narration est prononcée par Robert Lee, le plus jeune frère du défunt.

## Fiche technique
- Titre original : 李小龍, Lǐ Xiǎolóng
- Titre international : Bruce Lee, My Brother
- Titre français : Bruce Lee, naissance d'une légende
- Réalisation : Manfred Wong et Wai Man Yip
- Scénario : Manfred Wong, d'après la biographie Lee Siu Loong Memories of the Dragon de Phoebe Lee, Robert Lee, Agnes Lee et Peter Lee[1]
- Décors : Silver Cheung
- Costumes : Stanley Cheung
- Photographie : Jason Kwan
- Montage : Azrael Chung et Shirley Yip
- Musique : Chan Kwong-wing
- Production : Li Chen et Manfred Wong
- Sociétés de production : Media Asia Films, Shanghai TV Media, Beijing Antaeus Film, Beijing Meng Ze Culture & Media, J' Star Group et J.A. Media
- Sociétés de distribution : Media Asia Distribution
- Pays d'origine : Hong Kong
- Langue originale : cantonais
- Format : couleur - 2.35 : 1 - 35 mm - Dolby Digital
- Genre : biographie
- Durée : 129 minutes
- Dates de sortie : 
  -  Hong Kong : 25 novembre 2010
  -  France : 22 août 2012 (DVD)

## Distribution
- Aarif Rahman (VF : Nicolas Matthys) : Bruce Lee
- Tony Leung Ka-fai (VF : Jean-Marc Delhausse) : Lee Hoi-chuen
- Christy Chung (VF : Cathy Boquet) : Grace Ho
- Jennifer Tse (VF : Maia Baran) : Pearl Tso
- Michelle Ye (VF : Audrey D'Hulstère) : Lee Hap Ngan, la tante de Bruce Lee
- Lee Heung-kam : la grand-mère de Bruce Lee
- Jin Au-yeung : Unicorn Chan

## Distinctions

### Nominations
- Meilleur acteur au Hong Kong Film Awards[2]
- Meilleure direction artistique au Hong Kong Film Awards[2]
- Meilleurs costumes et maquillages au Hong Kong Film Awards[2]
- Meilleure nouvelle performance au Hong Kong Film Awards[2]
- Meilleur montage au Golden Horse Film Festival 2011[2]

## Accueil
Bruce Lee, naissance d'une légende est sorti le 25 novembre 2010 à Hong Kong. La France ne verra qu'en DVD à partir du 22 août 2012.